# Tossal de Vinfaro
El Tossal de Vinfaro és una muntanya de 238 metres que es troba al municipi d'Alfés, a la comarca catalana del Segrià. És el punt culminant de la serra de Vinfaro. Al sud-est s'hi troben les ruïnes del castell de Vinfaro.